# Nymphon macilentum
Nymphon macilentum är en havsspindelart som beskrevs av Stock, J.H. 1981. Nymphon macilentum ingår i släktet Nymphon och familjen Nymphonidae. Inga underarter finns listade i Catalogue of Life.